# Indirekte Traumatisierung
Indirekte Traumatisierung oder Sekundäre Traumatisierung (ähnlich verwendete Bezeichnungen sind: Sekundärtraumatisierung, Sekundäre Traumastörung, Stellvertretende Traumatisierung [von engl. vicarious traumatization, VT], Co-Traumatisierung, Mit-Traumatisierung, Begleitungs-Burn-out, „emotionale Ansteckung“, „transmissive Traumatisierung“, Mitgefühlserschöpfung [von engl. Compassion fatigue], Traumatische Gegenübertragung) bezeichnet die psychische Traumatisierung, die bei Angehörigen und helfenden Personen durch die Begleitung und das Mitbekommen von direkter Traumatisierung entstehen kann. Sie zeigt Symptome, die denen der primär Traumatisierten ähneln. Der Begriff vicarious traumatization wurde von Lisa McCann und Laurie Anne Pearlman (1990) geprägt, die den Terminus verwendeten, um damit die Erfahrung von Psychotherapeuten, die mit traumatisierten Überlebenden arbeiteten, zu bezeichnen.
Indirekte oder sekundäre Traumatisierung bezieht sich aber nicht nur auf den Beruf der Therapeuten. Auch Feuerwehrleute, Sanitäter, Katastrophenhelfer, Polizisten, Sozialarbeiter, Krankenhauspersonal, Lehrer, Angehörige der Trauma-Opfer, selbst Nachkommen beispielsweise von Holocaust-Überlebenden, Kriegsveteranen usw. können im Wege einer transgenerationalen Weitergabe betroffen sein.